# 西町 (下川町)
西町（にしまち）は、北海道上川地方の上川郡下川町にある地名である。郵便番号は098-1205である。

## 地理
下川町の市街地の西部に位置する。地域は市街地、農地、山林として利用されている。東は幸町、南町、南は班渓、西は上名寄、名寄市、北は北町に接する。

### 河川
- 名寄川
- 下川パンケ川
- 桑の沢川

## 歴史
旧来の通称は、元町（もとまち）および中成（ちゅうせい）である。公区（行政区）として元町公区、中成北公区、中成南公区を含む。元町は、1903年にパンケヌカナン駅逓が設置され、下川町の中心市街地が最初に形成された場所である。中成は概ね殖民区画の上名寄21線から23線まで、名寄川から南3号までの地帯で、農業地帯として発展したが、市街地の拡大により東縁の一部に住宅街が形成された。

### 地名の由来
市街地の西部にあることに由来する。

### 沿革
- 1924年（大正13年）1月1日 - 下川村分村に伴い、11字が設置される。
- 1982年（昭和57年） - 農業基盤整備の換地処分に伴い「字下川」が新設される。
- 1984年（昭和59年）4月1日 - 従来の字を改正し、西町が設置される。

### 町名の変遷
| 実施後 | 実施年月日   | 実施前（各字名ともその一部）                                   |
| ------ | ------------ | -------------------------------------------------------------- |
| 西町   | 1984年4月1日 | 下川原野、名寄原野、名寄、上名寄原野、ペンケヌカナン原野、下川 |

## 交通

### バス
- 名士バス 興部線、下川線
- 下川町コミュニティバス

### 道路
- 国道239号 - 仮定県道（殖民区画の上名寄原野基線と一部が一致）
- 北海道道101号下川愛別線 - 殖民区画の上名寄23線（基線～南3号）

## 施設
- 下川町立下川小学校
  - 1907年（明治40年）12月25日 - 上名寄23線（現在地）に下川簡易教育所開設
  - 1908年（明治41年）8月 - 上名寄村立下川尋常小学校に昇格
  - 1915年（大正4年）11月1日 - 名寄町立下川尋常小学校に改称
  - 1918年（大正7年） - 高等科併置により名寄町立下川尋常高等小学校に改称
  - 1924年（大正13年）1月 - 下川村立下川尋常高等小学校に改称
  - 1941年（昭和16年）4月 - 下川村立下川国民学校に改称
  - 1947年（昭和22年）4月 - 下川村立下川小学校に改称、下川中学校を併置
  - 1949年（昭和24年）4月 - 中学校が移転
  - 1949年（昭和24年）12月1日 - 下川町立下川小学校に改称
  - 1971年（昭和46年）4月1日 - 下川、開成、珊瑠、二の橋、渓和小学校を統合し、新たに下川小学校を創立
  - 1972年（昭和47年）4月1日 - 開成、珊瑠、二の橋、渓和分教室を廃止
  - 2002年（平成14年）4月 - 上名寄・一の橋小学校休校により事実上町内一円が通学区域となる
  - 2007年（平成19年）10月8日 - 開校100周年記念式典
- 名寄警察署下川駐在所
  - 1908年（明治41年）5月1日 - 上名寄23線北1番地に下川巡査駐在所開設
  - 1928年（昭和3年） - 24線南3番地（現錦町）に新築移転
  - 1943年（昭和18年）6月 - 23線北（現錦町）に移転
  - 1947年（昭和22年）5月28日 - 下川巡査部長派出所を設置、巡査駐在所に併設
  - 1951年（昭和26年）12月1日 - 巡査部長派出所が警部補派出所に昇格
  - 1953年（昭和28年）5月 - 警部補派出所が23線北1番地（現幸町）に新築移転
  - 1968年（昭和43年）4月1日 - 巡査駐在所が下川警察官派出所に改称
  - 1969年（昭和44年）4月1日 - 警部補派出所と警察官派出所を併せ、名寄警察署下川警察官駐在所に改称
  - 1981年（昭和56年） - 現在地へ新築移転
  - 1994年（平成6年）6月29日 - 名寄警察署下川駐在所に改称
- 国土交通省北海道開発局旭川開発建設部サンルダム建設事業所（廃止）
  - 1993年（平成5年） - 開設
  - 2019年（平成31年）3月31日 - サンルダム供用開始により廃止
- 町立下川病院
- 下川町立特別養護老人ホーム「あけぼの園」
  - 下川町立デイサービスセンター
  - 下川町立生活支援ハウス
- 桜ヶ丘公園
  - 万里長城
  - 下川町土間運動場「桜ヶ丘アリーナ」
  - 下川町山村広場
  - 下川町野球場
  - 下川町万里長城パークゴルフ場
  - 下川町ふるさと交流館
  - 桜ヶ丘公園センターハウス「ガーデニング・フォレスト フレペ」
- りんどう会館
- パンケヌカナン駅逓（廃止）
  - 1903年（明治36年）11月 - 上名寄23線（現町立下川病院）にパンケヌカナン駅逓開設
  - 1905年（明治38年）2月26日 - 下川駅逓と改称
  - 1919年（大正8年） - 鉄道開通に伴い廃止

## 名勝
- 下川町指定天然記念物「はるにれ」 - 下川小学校校庭